# Billboard
Billboard (stilizirano z malo začetnico kot billboard, dobesedno »oglasni pano«) je ameriška poslovna revija, specializirana za področje industrije zabave, predvsem glasbene industrije. Izdajatelj je znan predvsem po tem, da sestavlja tedenske lestvice prodaje glasbe v ZDA, ki so najvplivnejše merilo uspeha v ameriški glasbeni industriji, pa tudi revija kot taka s pripadajočo spletno stranjo je eden najvplivnejših medijev na tem področju.
Kot The Billboard Advertiser sta jo leta 1894 ustanovila William H. Donaldson in James H. Hennegan iz Cincinnatija, sprva je bila namenjena občestvu plakaterjev in drugih zaposlenih v oglaševanju. Donaldson je leta 1900 prevzel še partnerjev delež in preimenoval revijo v The Billboard ter spremenil usmeritev v pokrivanje zabavnih prireditev, kot so sejmi, karnevali, cirkusi, vodvili ipd. Z nekaj inovativnimi prijemi je prevzel organizacijsko vlogo na tem področju, ko je denimo ponudil storitev posredovanja pošte potujočim zabavljačem. V začetku 20. stoletja je vzdrževal tesne stike z vodilnimi agenti, revija pa je kmalu začela poročati tudi o napredku tehnike za snemanje in predvajanje glasbe ter filma. Do konca 1950. let se je specializirala za glasbo in leta 1955 je prvič izšla lestvica singlov Billboard Top 100, ki kot Billboard Hot 100 izhaja še danes.